# Blepharita amicissima
Blepharita amicissima là một loài bướm đêm trong họ Noctuidae.